# Франкенберг, Абрахам фон
Барон Абрахам фон Франкенберг (нем. Abraham von Franckenberg; 24 июня 1593, Олесница, Нижнесилезское воеводство — 25 июня 1652, Олесница, Нижнесилезское воеводство) — немецкий христианский мистик и поэт. Последователь учения «тевтонского философа» Якоба Бёме.

## Биография
Абрахам фон Франкенберг родился 24 июня 1593 года в Олеснице, в Нижнесилезском воеводстве, в старинной родовитой семье. 
Окончил гимназию  в Бжеге и Лейпцигский университет, намереваясь стать адвокатом; однако в 1617 году он оставил  эту деятельность под воздействием мистических идей. 
В 1622 году он знакомится  с работами Якоба Бёме, а в следующем году  он встречается с этим мистиком лично, сохраняя к нему уважение на протяжении всей своей жизни. 
Абрахам унаследовал родовое имение в Людвигсдорфе (Ludwigsdorf) в 1623 году, однако передал его во владение своему брату Балтазару в обмен на право жить в нескольких маленьких комнатках. 
Он вёл затворническую жизнь, редко куда выезжал , только в 1634 году, чтобы помочь страдающим от чумы, и в 1640 году, чтобы бросить вызов проповедям лютеранского проповедника Георга Зайделя, которые он расценивал как нетерпимые. 
Тридцатилетняя война продвигалась к Силезии, и Абрахам с 1641 по 1649 год жил в Данциге, где снимал квартиру вместе с астрономом Яном Гевелием, познакомившем его с гелиоцентрической системой Николая Коперника. 
Зиму 1642—1643 годов он провёл в Голландии. 
В 1649 году Абрахам возвращается домой в Людвигсдорф  и знакомится с Даниэлем Чепко, которому посвящает  два стихотворения. 
В то время он знакомится и оказывает влияние на Ангелуса Силезиуса.
Умер 25 июня 1652 года. Похоронен в Олеснице; его могильный камень покрыт  ещё нерасшифрованными мистическими символами.

## Работы
В своих работах Абрахам фон Франкенберг отразил преемственность идей Якоба Бёме, Парацельса, мистических традиций (каббала, алхимия, средневековая мистика), духовных движений времён Реформации, испанского квиетизма, лютеранской мистики и пансофизма.
Наиболее известным сочинением Франкенберга является «Рафаил», изданное посмертно в Амстердаме (1676). 
В переводе с иврита «Рафаил» (רפאל, ивр. "Рафаэль") означает «Бог врачующий». Архангел Рафаил был традиционно связан с исцелением и восстановлением. 
Работа построена якобы как медицинский трактат, но включает идеи, связанные с алхимией Парацельса, Каббалу и некоторые идеи Иоахима Флорского. 
Мистик проводит идею о сизигии макрокосма и микрокосма, говорит о том, что болезни излечиваются трояким способом: медикаментами (обычная медицина), благодаря Духовным усилиям, а также магией.